# 北流龙王庙
北流龙王庙，位于山西省长治市黎城县程家山乡北流村，是一处山西省文物保护单位。
2021年8月4日，北流龙王庙公布为第六批山西省文物保护单位，年代为明、清，古建筑类，编号6-179。